# August Hauptmann
August Hauptmann (* 22. März 1607 in Dresden; † 21. Dezember 1674 ebenda) war ein deutscher Arzt, Alchemist und Balneologe in Dresden und in Warmbad bei Wolkenstein.

## Leben
August Hauptmann wuchs als Sohn des Schiffs-Handelsmannes Balthasar Hauptmann in Neu-Dresden auf. Seine Mutter Katharina war die Tochter des Bürgermeisters und kurfürstlichen Kammerdieners Bastian Kröß (1524–1602). Nach dem Besuch der Stadt-Schule in der Dresdner Neustadt wurde er 1619 (im Alter von 12 Jahren) an der Universität Wittenberg eingeschrieben. 1637 war er wieder in Wittenberg und 1641 immatrikulierte er sich in Leipzig, um in den folgenden Jahren ein Studium der Fachrichtung Medizin aufzunehmen.

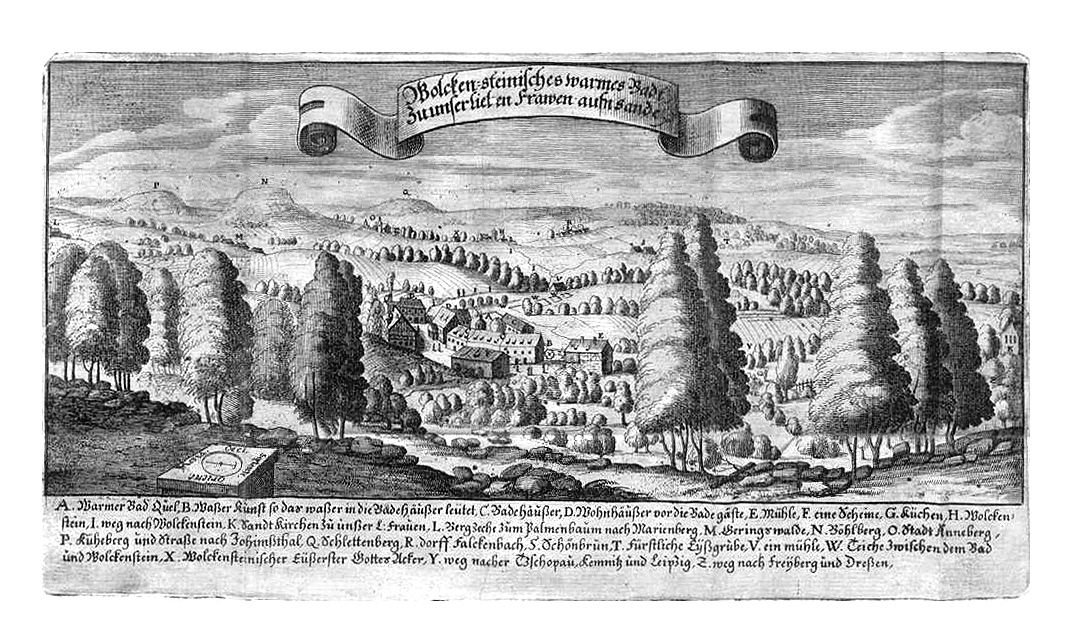
Wolckensteinisches warmes Badt, 1657

1646 begab er sich nach Hornhausen bei Oschersleben, um zwei „Wunderquellen“ zu untersuchen. 1653 promovierte er mit einer Dissertation über die Galle und praktizierte anschließend in Dresden. Außerdem übernahm er 1656 zusammen mit dem Steuereinnehmer Heinrich Schrey das heruntergekommene Bad Wolkenstein im Erzgebirge. Die Kurfürstin Magdalena Sibylla weilte jährlich im Bad und ließ sich das Wasser auch nach Dresden bringen.
Um 1642 griff Hauptmann maßgeblich in den Disput zwischen seinem Freund Johann Agricola und dem Stettiner Apotheker Georg Detharding ein, der von beiden Seiten in mehreren Traktaten geführt wurde und erst mit Dethardings Tod endete.
1660 wurde Hauptmann von Kurfürst Johann Georg II. beauftragt, einen alchemistischen Prozess durchzuführen, den der Bergrat Amadeus Friedlieb beschrieben hatte. Dieser leitete zwischen 1659 und 1665 das „Geheime chymische Laboratorium“, dem alchemistischen Labor des Dresdner Hofes im Dresdner Goldhaus als Direktor. Mit Christian Lange und Augustus Quirinus Rivinus war Hauptmann Begründer der Pathologie animata, einer Lehre, die davon ausgeht, dass fast alle Krankheiten auf Würmern und Milben beruhen.

## Familie
Hauptmann heiratete nach dem Tod seines Freundes Christian Lange d. J. dessen Witwe Anna Maria, geborene Macasius.

## Werke
- Gratiosorum fontium, qui Hornhusi pervestigato. Das ist Hornhausischer Gnaden Brunnen eigentliche Erforschung. Henning Schürer, Leipzig 1647 (Digitalisat bsb) (Digitalisat Leipzig)
- Insignes aliquot Viticulturae errores … W. Enderts, Nürnberg 1642 (Digitalisat)
- Zusammen mit Pierre Jean Fabre. Augusti Hauptmanni ... Epistola praeliminaris tractatui de viva mortis imagine mox edendo sacrata et D. D. Petro Joanni Fabro ... consecrata. Götz, Frankfurt 1650 (Digitalisat)
- Zusammen mit Christian Lange. De Genuino Acidulas Egranas Salubriter Usvrpandi Modo … Schürer, Leipzig 1651 (Digitalisat)
- Uhralter Wolckensteinischer Warmer Badt- und Wasser-Schatz : Zu unser lieben Frawen auf dem Sande genand/ welcher durch wahre Chymische Kunst/ und derer sonderliche Genawe Handgriffe Newprobiret/ ... ; Nebenst vielen andern nachdencklichen sonderbahren Anmerckungen/ ... / zu einer trewen Nachricht dargestellet von Augusto Hauptmannen/ Med. Doct. Löffler, Leipzig 1657 (Digitalisat)
- Neues Chymisches Kunstproject und sehr wichtiges Bergk-Bedencken … Andreas Löffler, Leipzig 1658 (Digitalisat)
- Hochnöthige Admonition, was eigentlicher Unterricht, und wohlbedürfftige Bade-Instruction. ohne Ort 1673 (Digitalisat)
- Zusammen mit Christoph Reibeband. Neun und Siebzig grosse und sonderbare Wunder … August Boetius, Leipzig und Gotha 1690 (Digitalisat)
- Zusammen mit Caspar Heinrich Schrey. Neugefaster uhralter Wolckensteinischer Warmer-Bahd- und Wasser-Schatz : d. ist: kurtze doch genau erforschte Beschreibung d. so genanten Warmen-Bahdes zu unserer Lieben Frauen aufn Sande ; samt angehängten einigen darinnen geschehenen notablen Curen u. Observationibus ; nebst ... Augusti Hauptmanns ... höchstnöthiger Admonition an d. Herren Bahde-Gäste. Frankfurt an der Oder 1696 (Digitalisat)